# 中村産業 (松戸市)
NASCO（ナスコ）は、千葉県松戸市にある会社。

## 沿革
- 1960年2月 設立
- 1971年 現在地に本社移転
- 1973年 仙台支店開設
- 2020年 NASCOに社名変更

## 会社概要
1960年2月に東京都墨田区で設立。当初は食品用包装機械が中心であったが、昭和30年代後半～40年代半ばに海外メーカーと代理店契約を結び販売からメンテナンスに至るまでのトータルな業務を展開している。また1971年には本社を現在地に移転し、自社内での組み立て・保守・部品管理も手がけ、食品業界全般に納入している。また、医療用真空包装機械製造や包装資材・業務用消毒剤・洗剤販売も併営している。

## 支店
- 札幌支店 〒063-0812 北海道札幌市西区琴似2条2丁目3-12 琴似二条館207号
- 仙台支店 〒984-0038 宮城県仙台市若林区伊在字白山前45